# Seymour (Misuri)
Seymour es una ciudad ubicada en el condado de Webster en el estado estadounidense de Misuri. En el Censo de 2010 tenía una población de 1921 habitantes y una densidad poblacional de 268,25 personas por km².

## Geografía
Seymour se encuentra ubicada en las coordenadas 37°8′54″N 92°46′8″O / 37.14833, -92.76889. Según la Oficina del Censo de los Estados Unidos, Seymour tiene una superficie total de 7.16 km², de la cual 7.16 km² corresponden a tierra firme y (0.04%) 0 km² es agua.

## Demografía
Según el censo de 2010, había 1921 personas residiendo en Seymour. La densidad de población era de 268,25 hab./km². De los 1921 habitantes, Seymour estaba compuesto por el 95.47% blancos, el 0.31% eran afroamericanos, el 1.04% eran amerindios, el 0.26% eran asiáticos, el 0.05% eran isleños del Pacífico, el 0.73% eran de otras razas y el 2.13% pertenecían a dos o más razas. Del total de la población el 2.76% eran hispanos o latinos de cualquier raza.